# Röpcke-Zweers Ziekenhuis
Het Röpcke-Zweers Ziekenhuis was een ziekenhuis in het Overijsselse Hardenberg. In 2021 ging het ziekenhuis met patiënten over in Saxenburgh Medisch Centrum. 
Het ziekenhuis ontstond in de jaren dertig na een donatie van 100.000 gulden, opgenomen in het testament van Hendrika Aleida Röpcke-Zweers. Het ziekenhuis bevond zich aan de Stationsstraat. In 1980-1981 vond een fusie plaats met het Dagziekenhuis Aleida Kramer, waarbij de Stichting Streekziekenhuis Hardenberg-Coevorden werd opgericht. Dit ziekenhuis werd gebouwd aan de Jan Weitkamplaan. In 2004 vond er een nieuwe fusie plaats waarbij het ziekenhuis samen met enkele andere zorginstellingen uit de regio werd samengevoegd tot de Saxenburgh Groep.
In 2021 werd het ziekenhuisgebouw grotendeels gesloopt, nadat de nieuwbouw van het Saxenburgh Medisch Centrum gereed was. De daarbij vrijgekomen ruimte wordt ingericht als parkeerplaats.

## Kunsttentoonstellingen
In het ziekenhuis bevond zich een vaste collectie kunstwerken. Ook werden door de kunstcommissie geselecteerde kunstenaars uitgenodigd om hun kunstwerken in de ziekenhuisgangen te exposeren. De exposities wisselden elke drie maanden.